# Nancy Johnson (inventrice)
Pour les articles homonymes, voir Nancy Johnson.
Nancy Johnson, née Nancy Maria Donaldson le 28 décembre 1794 et morte le 22 avril 1890, est une inventrice américaine connue pour avoir inventé la première sorbetière à manivelle en 1843.

## Biographie
Johnson nait en 1794, de Lothario Donaldson et de Mary Rider. 
Elle épouse Walter Rogers Johnson (1794-1852) à Medfield (Massachusetts), en 1823. Le couple adopte deux enfants, Walter W. Johnson (1836-1879) et Mary Maria Stroud (1834-1921). Son mari Walter était un scientifique et le premier secrétaire de l'Association américaine pour l'avancement des sciences.
Femme au foyer, elle dépose en 1843 un brevet de sorbetière qui va révolutionner le processus de fabrication des glaces et sorbets et démocratiser leur consommation.
À partir de 1862, Nancy et sa sœur Mary enseignent aux esclaves affranchis en Caroline du Sud, dans le cadre de l'expérience de Port Royal. 
Elle meurt à Washington, DC en 1890. Elle est enterrée avec sa famille au cimetière d'Oak Hill, à Washington.

## Invention de la sorbetière
Brevetée le 9 septembre 1843 sous le nom de congélateur artificiel (artificial freezer), son invention consiste en un seau extérieur en bois contenant un mélange de glace pilée et de sel ; un cylindre intérieur en étain contenant quant à lui le mélange de crème glacée à congeler. Un couvercle était boulonné et la poignée était insérée par le haut du couvercle et tournée pour congeler le mélange. Deux larges spatules permettent de baratter aisément la crème ou de mélanger la préparation à sorbet. Le sel de son côté fait fondre la glace et chuter la température de la solution en dessous du point de congélation, le sel abaissant le point de fusion des liquides, ce qui a pour conséquence de faire geler la préparation. Il était possible de diviser la cuve et de produire deux saveurs différentes de glace ou de sorbet,. L'opération durait environ 30 minutes. Cette technologie est toujours utilisée : un modèle très similaire est par exemple encore employé aux Antilles françaises, sous le nom de sorbetière antillaise.
Jusqu'à son invention, la fabrication des crèmes glacées nécessitait une importante main d'œuvre et prenait souvent une heure. Cette solution économique a révolutionné la production de crème glacée et de sorbet en abaissant son coût de production et démocratisé sa consommation ; glace et sorbet deviennent ainsi un plaisir accessible au plus grand nombre,. 
Nancy Johnson vend les droits de son invention à William G. Young, lequel dépose officiellement des améliorations le 30 mai 1848.